# Emballonura
Emballonura är ett släkte av däggdjur som ingår i familjen frisvansade fladdermöss. Släktets utbredningsområde ligger främst i Sydostasien, i den australiska regionen och i Oceanien. Emballonura atrata och Emballonura tiavato lever på Madagaskar.

## Utseende
Arterna når en kroppslängd (huvud och bål) av 38 till 62 mm och en svanslängd av 10 till 20 mm. De minsta arterna väger bara 4 till 8 g och Emballonura monticola har en vikt av 30 till 40 g. Pälsen har på ovansidan en brun till mörkbrun färg och undersidan är ljusare. I motsats till de flesta andra släkten av samma familj finns två övre framtänder i varje käkhalva. Liksom hos släktena Mosia och Coleura saknas körtlar på flygmembranen.

## Ekologi
Dessa fladdermöss vistas i olika habitat och de syns ofta i kulturlandskap. De vilar i naturliga håligheter. Arterna äter främst insekter samt några frukter. Individerna bildar vid viloplatsen flockar med upp till 20 medlemmar eller mindre kolonier med 100 till 150 medlemmar. Hanar och honor vilar vanligen skild från varandra med vissa undantag.

## Hot och status
Emballonura semicaudata som lever på olika öar i Oceanien listas av IUCN som starkt hotad (EN). På flera öar är den redan utdöd. Hotet mot arten består troligen i ursprungliga och introducerade fiender som varaner och råttor. Skadlig är dessutom pesticider som används i jordbruket. Emballonura furax listas med kunskapsbrist (DD) och de andra arterna förekommer ganska talrik.

## Arter och utbredning
Arter enligt Catalogue of Life:
- Emballonura alecto, Borneo, Filippinerna, Sulawesi och mindre öar i regionen.
- Emballonura atrata, Madagaskar.
- Emballonura beccarii, Nya Guinea och mindre öar.
- Emballonura dianae, Nya Guinea till Salomonöarna.
- Emballonura furax, Nya Guinea och mindre öar.
- Emballonura monticola, Malackahalvön till Sulawesi.
- Emballonura raffrayana, Moluckerna till Salomonöarna.
- Emballonura semicaudata, Oceanien.

Wilson & Reeder (2005) listar ytterligare en art i släktet, Emballonura serii. 2006 beskrevs Emballonura tiavato som ny art i släktet.